# Bothriocline quercifolia
Bothriocline quercifolia là một loài thực vật có hoa trong họ Cúc. Loài này được C.Jeffrey mô tả khoa học đầu tiên năm 1988.